# Farman F.222
Il Farman F.222, poi SNCAC NC.233, era un bombardiere pesante quadrimotore ad ala alta progettato ed inizialmente prodotto dall'azienda francese Société des avions Henri & Maurice Farman ed in seguito, dopo la nazionalizzazione delle aziende aeronautiche francesi, dalla Société nationale de constructions aéronautiques du Centre (SNCAC) tra la fine degli anni trenta e l'inizio dei quaranta.
Evoluzione dell'originario F.220, ne condivideva l'impostazione generale caratterizzata dalle forme squadrate, dall'ala di grande spessore montata alta e controventata e dalla collocazione dei motori tra i montanti alari in configurazione traente-spingente ed introducendo un carrello d'atterraggio retrattile negli elementi anteriori.
Entrato in servizio alla fine degli anni trenta costituì, allo scoppio della seconda guerra mondiale, il più moderno velivolo da bombardamento pesante in dotazione all'Armée de l'air, l'aeronautica militare francese, venendo intensamente impiegato contro le forze tedesche della Wehrmacht durante le fasi della campagna di Francia.
Un singolo Farman 223.4 della Marina Francese il 7 giugno 1940 compie la prima incursione alleata su Berlino.

## Utilizzatori
Francia
- Armée de l'air

 Francia di Vichy
- Armée de l'air de l'armistice

operarono con alcuni F.222 come aereo da trasporto.

### Annotazioni
1. ↑  Le fonti non sono concordi nel citare la designazione del velivolo, talvolta, specie nelle fonti in lingua inglese indicato con il punto (F.222), così come con un trattino (F-222), in lingua francese, o con lo spazio (F 222).

### Fonti
1. ↑  Gunston 1981, p.